# Tiếng Phần Lan
Tiếng Phần Lan hay tiếng Phần (suomiⓘ, hay suomen kieli [ˈsuomen ˈkieli]) là ngôn ngữ được nói bởi phần lớn dân số Phần Lan và bởi người Phần cư trú tại nơi khác. Đây là một trong hai ngôn ngữ chính thức của Phần Lan và là một ngôn ngữ thiểu số được công nhận tại Thụy Điển. Ở Thụy Điển, cả tiếng Phần chuẩn và Meänkieli (một nhóm phương ngữ tiếng Phần) hiện diện. Kven, một phương ngữ khác, hiện diện tại bắc Na Uy.
Tiếng Phần là một thành viên của Nhóm ngôn ngữ Finn và có hình thái kết hợp giữa ngôn ngữ biến tố và ngôn ngữ chắp dính. Danh từ, tính từ, đại từ, số từ và động từ đều biến đổi trong tiếng Phần, tùy thuộc vào vai trò của chúng trong câu.

## Phân bố

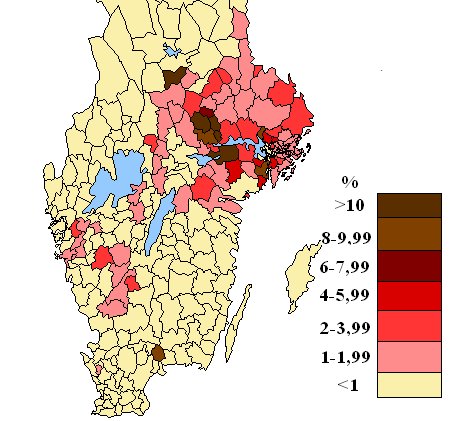
Khu vực nói tiếng Phần tại Thụy Điển (2005)

Tiếng Phần được nói bởi hơn năm triệu người, đa số sống tại Phần Lan. Cũng có những cộng đồng thiểu số nói tiếng Phần tại Thụy Điển, Na Uy, Nga, Estonia, Brasil, Canada, và Hoa Kỳ. Phần lớn dân cư Phần Lan (90,37% tính đến  năm 2010) nói tiếng Phần như bản ngữ. Phần còn lại nói tiếng Thụy Điển (5,42%), Sami (Bắc Sami, Inari, Skolt) và một số khác.

## Trạng thái chính thức
Tiếng Phần là một trong hai ngôn ngữ chính thức của Phần Lan (ngôn ngữ còn lại là tiếng Thụy Điển Phần Lan, được nói bởi 5,42% dân số tính đến  năm 2010) và là một trong những ngôn ngữ chính thức trong Liên minh châu Âu kể từ năm 1995. Tiếng Phần bắt đầu có chỗ đứng trong thời kỳ Đại Công quốc Phần Lan, cùng với phong trào chủ nghĩa dân tộc Fennoman, và đạt được trạng thái chính thức trong Nghị viện Phần Lan năm 1863. Nó cũng có trạng thái là một ngôn ngữ thiểu số chính thức tại Thụy Điển. Dưới Công ước ngôn ngữ Bắc Âu, công dân của Các nước Bắc Âu nói tiếng Phần có cơ hội sử dụng tiếng mẹ đẻ của mình khi tương tác với các cơ quan chính thức ở các nước Bắc Âu khác mà không chịu bất cứ một sự giải thích hay chi phí phiên dịch nào.

## Phương ngữ

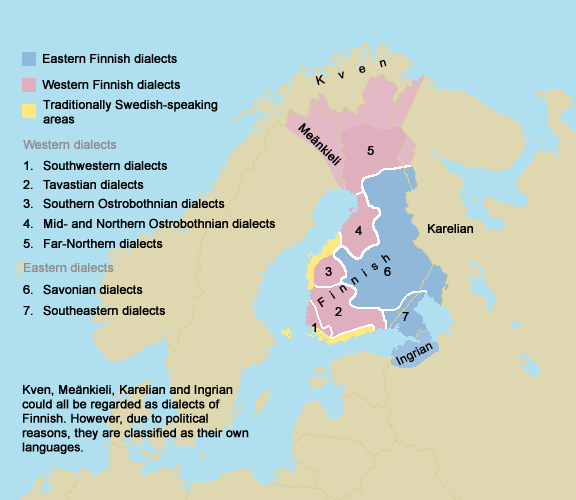
Bản đồ các phương ngữ tiếng Phần

### Biểu đồ phương ngữ tiếng Phần
- Phương ngữ phía Tây
  - Phương ngữ Tây Nam
    - Phương ngữ Tây Nam chính
      - Nhóm phương ngữ phía Bắc
      - Nhóm phương ngữ phía Nam

    - Phương ngữ trung Tây Nam
      - Phương ngữ vùng Pori
      - Phương ngữ Ala-Satakunta
      - Phương ngữ của cao nguyên Turku
      - Phương ngữ vùng Somero
      - Phương ngữ Tây Uusimaa

  - Phương ngữ Tavastia
    - Phương ngữ Ylä-Satakunta
    - Phương ngữ tâm Tavastia
    - Phương ngữ Nam Tavastia
    - Phương ngữ Đông Nam Tavastia
      - Nhóm phương ngữ Hollola
      - Nhóm phương ngữ Porvoo
      - Nhóm phương ngữ Iitti

  - Phương ngữ Nam Botnia
  - Phương ngữ Trung và Bắc Botnia
    - Phương ngữ Trung Botnia
    - Phương ngữ Bắc Botnia

  - Phương ngữ Peräpohjola
    - Phương ngữ Tornio ("Meänkieli" ở Thụy Điển)
    - Phương ngữ Kemi
    - Phương ngữ Kemijärvi
    - Phương ngữ Jällivaara ("Meänkieli" ở Thụy Điển)
    - Phương ngữ Ruija ("tiếng Kven" ở Bắc Na Uy)
- Phương ngữ phía Đông
  - Phương ngữ Savonia
    - Phương ngữ Bắc Savonia
    - Phương ngữ Nam Savonia
    - Phương ngữ Trung vùng Savonlinna
    - Phương ngữ Đông Savonia hay Bắc Karelia
    - Phương ngữ Kainuu
    - Phương ngữ Trung Phần
    - Phương ngữ Päijänne Tavastia
    - Phương ngữ Keuruu-Evijärvi
    - Phương ngữ Savonia của Värmland (Thụy Điển)

  - Phương ngữ Đông Nam
    - Phương ngữ chính của Đông Nam
    - Phương ngữ trung vùng Lemi
    - Phương ngữ Ingria (ở Nga)[8]

## Ví dụ về ngôn ngữ
| Hyväntahtoinen aurinko katseli heitä. Se ei missään tapauksessa ollut heille vihainen. Kenties tunsi jonkinlaista myötätuntoakin heitä kohtaan. Aika velikultia. — Väinö Linna: The Unknown Soldier; những chữ này cũng được ghi trong tờ tiền 20 mk. (Dịch: "Mặt trời nhân từ nhìn họ, không hề giận dữ. Có lẽ nó thậm chí còn cảm thấy lòng trắc ẩn đối với họ. Những chàng trai xưa.") | Mẫu một câu nói tiếng Phần Lan Lấy từ bài tiếng Phần Lan tại wiki Phần Lan Trục trặc khi nghe tập tin âm thanh này? Xem hướng dẫn . |

## Chào hỏi cơ bản
- (Hyvää) huomenta – buổi sáng (tốt lành)
- (Hyvää) päivää – buổi trưa (tốt lành) (nghĩa đen là "ngày tốt lành")
- (Hyvää) iltaa – buổi tối (tốt lành)
- Hyvää yötä / Öitä! – Ngủ ngon
- Terve! / Moro!/Moi! – Chào!
- Hei! / Moi! – Chào!
- Heippa! / Moikka! / Hei hei! / Moi moi! – Tạm biệt!
- Nähdään! – Gặp lại sau! (nghĩa đen: thể bị động của từ "nähdä", "nhìn", nhưng thường hiểu là "ta xem")
- Näkemiin – Tạm biệt (nghĩa đen: "Cho đến khi chúng ta gặp lại".
"Näkemiin" đến từ từ "näkemä" ("quang cảnh"). Nghĩa đen "näkemiin" nghĩa là "cho đến khi gặp lại"
- Hyvästi – Tạm biệt
- Hauska tutustua! – Rất vui được gặp bạn.
- Kiitos – Cảm ơn
- Kiitos, samoin – "Cảm ơn, bạn cũng vậy" (để trả lời cho "lời chúc")
- Mitä kuuluu? – Bạn thế nào / Bạn khỏe không? (Không sử dụng với người lạ, nghĩa đen là "mày đang nghe thấy gì?")
- Kiitos hyvää! – Tôi khỏe, cảm ơn.
- Tervetuloa! – Hoan nghênh!
- Anteeksi – Xin lỗi

## Từ và cụm từ quan trọng

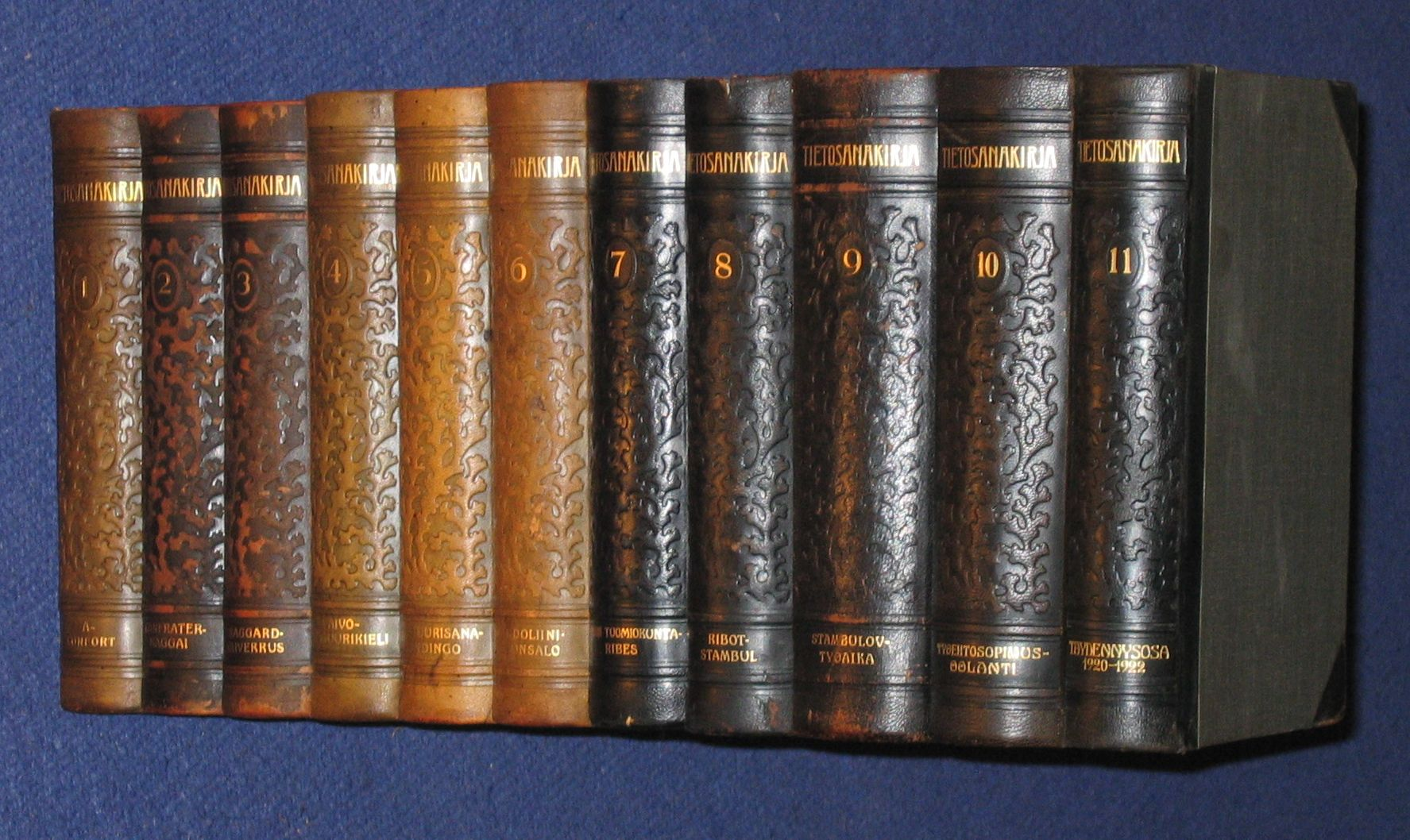
Tietosanakirja, 11 tập, 1909–1922, bách khoa toàn thư Phần Lan.

- kyllä – vâng/ừ
- joo – vâng/ừ (không trang trọng)
- ei – không
- en – tôi sẽ không / tôi không
- minä, sinä, hän (se) – tôi, bạn, anh ấy/cô ấy(nó)
- me, te, he (ne) – chúng tôi, các bạn, họ
- (minä) olen – tôi là
- (sinä) olet – bạn là
- hän on - anh/chị ấy là
- (te) olette – các bạn là
- (minä) en ole – tôi không là
- (sinä) et ole – bạn không là
- hän ei ole - anh/chị ấy không là
- yksi, kaksi, kolme – một, hai, ba
- neljä, viisi, kuusi – bốn, năm, sáu
- seitsemän, kahdeksan – bảy, tám
- yhdeksän, kymmenen – chín, mười
- yksitoista, kaksitoista, kolmetoista – mười một, mười hai, mười ba
- sata, tuhat, miljoona – một trăm, một nghìn, một triệu
- (minä) rakastan sinua – tôi yêu bạn/anh yêu em/em yêu anh/...
- kiitos – cảm ơn
- anteeksi – thứ lỗi, xin lỗi
- voitko auttaa – bạn có thể giúp?
- apua! – giúp!
- voisit(te)ko auttaa – bạn có thể giúp?
- missä... on? –... ở đâu?
- olen pahoillani – tôi xin lỗi
- otan osaa – chia buồn
- onnea – chúc may mắn
- totta kai/tietysti/toki – tất nhiên
- pieni hetki, pikku hetki, hetkinen – làm ơn chờ chút!
- odota – đợi
- missä on vessa? – phòng tắm ở đâu?
- Suomi – Phần Lan
- suomi/suomen kieli – tiếng Phần
- suomalainen – (danh từ) người Phần; (tính từ) thuộc Phần Lan
- En ymmärrä – tôi không hiểu
- (Minä) ymmärrän – tôi hiểu
- ¹Ymmärrät(te)kö suomea? – Bạn hiểu tiếng Phần không?
- ¹Puhut(te)ko englantia? – Bạn nói tiếng Anh không?
- Olen englantilainen / amerikkalainen / kanadalainen / australialainen / uusiseelantilainen / irlantilainen / skotlantilainen / walesilainen / ranskalainen / saksalainen / kiinalainen / japanilainen / ruotsalainen / vietnamilainen – tôi là người Anh / Mỹ / Canada / Úc / New Zealand / Ai-len / Scotland / Wales / Pháp / Đức / Trung Quốc / Nhật Bản / Thụy Điển / Việt Nam
- ¹Olet(te)ko englantilainen? – Bạn là người Anh à?
- Missä (sinä) asut/¹Missä (te) asutte? – Bạn sống ở đâu?

¹ -te được thêm vào để câu trở nên trang trọng. Nếu không thêm "-te", nó sẽ không trang trọng. Nó cũng được thêm vào khi nói chuyện với nhiều hơn một người. Sự chuyển đổi từ ngôi thứ hai số ít đến ngôi thứ hai số nhiều (teitittely) là một biểu hiện lịch sự, được khuyên bởi nhiều "hướng dẫn ứng xử tốt". Đặc biệt là người cao tuổi, họ mong đợi điều đó từ người lạ, trong khi người trẻ có thể cảm thấy rằng nó quá trang trọng đến mức lạnh lẽo. Tuy nhiên, người học ngôn ngữ này không nên quá quan tâm về nó. Bỏ mặc qua nó (hầu như) không bao giờ gây khó chịu, nhưng cần lưu ý rằng trong những dịp trang trọng, thói quen này có thể gây ấn tượng tốt.